# Championnat du monde de hockey sur glace 1994
Navigation
Allemagne 1993 Suède 1995
Le cinquante-huitième championnat du monde de hockey sur glace a lieu à Bolzano, Canazei et Milan en Italie du 25 avril au 8 mai 1994. Le Canada remporte sa première médaille d'or depuis 1961 grâce à un but de Luc Robitaille en tir de fusillade lors de la finale l'opposant à l'équipe de Finlande. 
La Grande-Bretagne apparaît pour la première fois dans la poule A depuis 1951. La Slovaquie, la Biélorussie, l'Estonie et la Croatie font leurs débuts au championnat du monde. Elles s'alignent alors dans la poule C.

## Poule A
|        | Équipe          | PJ | V | D | N | BP | BC | Pts |
| ------ | --------------- | -- | - | - | - | -- | -- | --- |
| Or     | Canada          | 8  | 8 | 0 | 0 | 35 | 10 | 16  |
| Argent | Finlande        | 8  | 6 | 1 | 1 | 48 | 11 | 13  |
| Bronze | Suède           | 8  | 5 | 2 | 1 | 36 | 21 | 11  |
| 4      | États-Unis      | 8  | 4 | 4 | 0 | 24 | 35 | 8   |
| 5      | Russie          | 6  | 4 | 2 | 0 | 31 | 10 | 8   |
| 6      | Italie          | 6  | 3 | 3 | 0 | 19 | 22 | 6   |
| 7      | Tchéquie        | 6  | 1 | 3 | 2 | 17 | 20 | 4   |
| 8      | Autriche        | 6  | 1 | 4 | 1 | 15 | 25 | 3   |
| 9      | Allemagne       | 5  | 1 | 3 | 1 | 9  | 14 | 3   |
| 10     | France          | 5  | 1 | 4 | 0 | 8  | 25 | 2   |
| 11     | Norvège         | 6  | 1 | 3 | 2 | 14 | 23 | 4   |
| 12     | Grande-Bretagne | 6  | 0 | 6 | 0 | 9  | 49 | 0   |

La Grande-Bretagne rejoint la poule B pour le championnat 1995.

### Effectif vainqueur
| Place | Pays   | Joueurs |
| ----- | ------ | --- |
| 1     | Canada | Bill Ranford, Luke Richardson, Joe Sakic, Bobby Dollas, Pat Verbeek, Shayne Corson, Geoff Sanderson, Luc Robitaille, Kelly Buchberger, Marc Bergevin, Yves Racine, Stéphane Fiset, Paul Kariya, Mike Ricci, Jason Arnott, Rob Blake, Rod Brind'Amour, Steve Thomas, Nelson Emerson, Darryl Sydor, Steve Duchesne, Brendan Shanahan |

## Poule B
|    | Équipe   | PJ | V | D | N | BP | BC | Pts |
| -- | -------- | -- | - | - | - | -- | -- | --- |
| 13 | Suisse   | 7  | 6 | 1 | 0 | 52 | 9  | 13  |
| 14 | Lettonie | 7  | 6 | 0 | 1 | 61 | 9  | 12  |
| 15 | Pologne  | 7  | 5 | 1 | 1 | 45 | 21 | 11  |
| 16 | Japon    | 7  | 3 | 3 | 1 | 37 | 38 | 7   |
| 17 | Danemark | 7  | 3 | 4 | 0 | 31 | 27 | 6   |
| 18 | Pays-Bas | 7  | 2 | 4 | 1 | 23 | 33 | 5   |
| 19 | Roumanie | 7  | 1 | 6 | 0 | 18 | 43 | 2   |
| 20 | Chine    | 7  | 0 | 7 | 0 | 11 | 98 | 0   |

La Suisse rejoint la poule A pour le championnat 1995. La Chine rejoint quant à elle la poule C.

## Poule C

### Groupe A
|    | Équipe      | PJ | V | D | N | BP | BC  | Pts |
| -- | ----------- | -- | - | - | - | -- | --- | --- |
| 21 | Slovaquie   | 6  | 4 | 0 | 2 | 43 | 3   | 10  |
| 22 | Biélorussie | 6  | 5 | 1 | 0 | 35 | 11  | 10  |
| 23 | Ukraine     | 6  | 3 | 1 | 2 | 49 | 7   | 8   |
| 24 | Kazakhstan  | 6  | 3 | 1 | 2 | 52 | 12  | 8   |
| 25 | Slovénie    | 6  | 2 | 4 | 0 | 26 | 27  | 4   |
| 26 | Hongrie     | 6  | 1 | 5 | 0 | 14 | 47  | 2   |
| 27 | Bulgarie    | 6  | 0 | 6 | 0 | 3  | 115 | 0   |

La Slovaquie rejoint la poule B pour le championnat 1995.

### Groupe B
|    | Équipe         | PJ | V | D | N | BP | BC | Pts |
| -- | -------------- | -- | - | - | - | -- | -- | --- |
| 28 | Estonie        | 7  | 7 | 0 | 0 | 77 | 5  | 14  |
| 29 | Espagne        | 5  | 3 | 1 | 1 | 30 | 16 | 7   |
| 30 | Corée du Sud   | 5  | 3 | 1 | 1 | 13 | 16 | 7   |
| 31 | Croatie        | 7  | 4 | 3 | 0 | 65 | 17 | 8   |
| 32 | Belgique       | 5  | 3 | 2 | 0 | 25 | 21 | 6   |
| 33 | Australie      | 5  | 2 | 3 | 0 | 20 | 16 | 4   |
| 34 | Israël         | 5  | 1 | 4 | 0 | 15 | 31 | 2   |
| 35 | Afrique du Sud | 5  | 0 | 5 | 0 | 8  | 62 | 0   |